# Lensia challengeri
Lensia challengeri is een hydroïdpoliep uit de familie Diphyidae. De poliep komt uit het geslacht Lensia. Lensia challengeri werd in 1954 voor het eerst wetenschappelijk beschreven door Totton. 